# Coll Donaldson
Coll Ian Donaldson (* 9. April 1995 in Edinburgh) ist ein schottischer Fußballspieler, der beim FC Falkirk spielt.

## Karriere
Der in der schottischen Hauptstadt Edinburgh geborene Donaldson, begann seine Karriere beim Tynecastle Boys Club aus dem Stadtbezirk Saughton. Donaldson wuchs in dieser Zeit in North Berwick auf und besuchte die dort ansässige High School. Im Jahr 2011 wechselte der damals 16-Jährige zum FC Livingston. Im Januar 2013 unterschrieb er seinen ersten Profivertrag bei den Lions nachdem er in der Youth Academy zu überzeugen wusste. Im selben Monat befand er sich Probetraining bei Manchester United. Im März 2013 gab der gelernte Innenverteidiger sein Profidebüt für Livingston in der Zweitligapartie gegen Dunfermline Athletic. Bis zum Saisonende 2012/13 absolvierte er vier weitere Spiele für die Mannschaft. In der darauf folgenden Spielzeit 2013/14 kam er bis zur Winterpause als Stammspieler 19-mal zum Einsatz und erzielte dabei ein Tor. Im Januar 2014 wechselte Donaldson für eine Ablösesumme im niedrigen sechsstelligen Bereich zum englischen Zweitligisten, den Queens Park Rangers. Bei den Rangers aus London kam Donaldson lediglich zu einem Einsatz für die erste Mannschaft. Am letzten Spieltag der Championship 2013/14 gegen den FC Barnsley ließ ihn Harry Redknapp über die vollen 90 Minuten spielen. Bis zum Sommer 2015 kam Donaldson für die Rangers vorwiegend in der Development League zum Einsatz. 
Im Juli 2015 unterschrieb er einen Dreijahresvertrag in Schottland bei Dundee United. Ein Jahr vor dem Vertragsende in Dundee wechselte er zu Inverness Caledonian Thistle. Mit Inverness gewann er 2018 den Challenge Cup im Finale gegen den FC Dumbarton.

## Erfolge
Dundee United
- Schottischer-Challenge-Cup-Sieger: 2017

Inverness Caledonian Thistle
- Schottischer-Challenge-Cup-Sieger: 2018

FC Falkirk
- Scottish League One: 2024